# Wanareja (Subang)
Wanareja is een bestuurslaag in het regentschap Subang van de provincie West-Java, Indonesië. Wanareja telt 4937 inwoners (volkstelling 2010).